# バーラム (戦列艦)
バーラム（HMS Barham）は1811年7月8日にブラックウォールで進水したヴァンジュール級74門3等戦列艦。
艦名はバーラム男爵チャールズ・ミドルトン提督に由来する。